# (771740) 2016 QV89
(771740) 2016 QV89 est un objet transneptunien faisant partie des objets détachés.

## Caractéristiques
(771740) 2016 QV89 mesure environ 250 kilomètres de diamètre.